# Tunku Azizah
Tunku Hajah Azizah Aminah Maimunah Iskandariah binti Almarhum Al-Mutawakkil Alallah Sultan Iskandar Al-Haj (Johor Bahru, 5 augustus 1960) is de echtgenote van Abdullah van Pahang, sinds 2019 de sultan van Pahang. Zij draagt daarmee de titel Tengku Ampuan (koningin) van Pahang. In de periode 2019–2024 was haar echtgenoot bovendien Yang di-Pertuan Agong (koning) van Maleisië en droeg Tunku Azizah de titel Raja Permaisuri Agong (opperkoningin) van Maleisië.

## Biografie

### Familie en opleiding
Tunku Azizah is de derde dochter van Mahmud Iskandar (1932-2010), de 24ste sultan van de staat Johor, en zijn eerste vrouw, de uit Cornwall afkomstige Josephine Ruby Trevorrow (1935-2018). Tunku Azizah heeft twee oudere zussen en een oudere broer, Ibrahim Ismail, de huidige sultan van Johor en de 17de koning van Maleisië. Voorts heeft ze nog vijf halfzussen en een halfbroer uit haar vaders tweede huwelijk. Haar ouders scheidden in 1962, toen Tunku Azizah nog geen twee jaar oud was. Ze volgde de studie Politicologie en sociologie van 1980 tot 1986 aan de Nationale Universiteit van Singapore.

### Huwelijk en gezin
Tunku Azizah is sinds 6 maart 1986 getrouwd met Abdullah van Pahang (geb. 1959), van wie zij zes biologische kinderen heeft (vier zoons en twee dochters). Haar eerste kind, zoon Ahmad Iskandar Shah, stierf kort na zijn geboorte op 24 juli 1990. Haar overige drie zoons zijn Hassanal Ibrahim Alam Shah (geb. 1995), Muhammad Iskandar Riayatuddin Shah (geb. 1997) en Ahmad Ismail Muadzam Shah (geb. 2000). Haar dochters zijn Afzan Aminah Hafidzatu’llah (geb. 2000) en Jihan Azizah Athiyatullah (geb. 2002). Daarnaast hebben Abdullah van Pahang en Tunku Azizah ook nog een adoptieve zoon, namelijk Amir Nasser Ibrahim (geb. 1986).
Tunku Azizah heeft een grote liefde voor koken en heeft verschillende kookboeken geschreven.